# Аэропорт (станция метро, Гонконг)
«Аэропорт» (англ. Airport, кит. 機場) — станция Гонконгского метрополитена на линии Аэропорт-экспресс. Станция обслуживает гонконгский международный аэропорт и располагается между его пассажирскими терминалами. Открыта 6 июля 1998 года в составе участка «Гонконг» — «Аэропорт» и была конечной на линии до открытия станции «ЭйшаУорлд-Экспо» 20 декабря 2005 года.
28 февраля 2007 на станции была открыта третья платформа для обслуживания нового района SkyCity и второго терминала аэропорта. Поезда Аэропорт-экспресса, прибывающие из города, открывают двери с двух сторон: слева от них расположен терминал 1, справа — терминала 2 и SkyPlaza. На станции установлены платформенные раздвижные двери.